# Convocazioni al campionato mondiale femminile di pallavolo 1998
Elenco delle giocatrici convocate per il campionato mondiale 1998.

## Brasile
| N° | Nome                | Ruolo | Data di nascita   | Squadra    |
| -- | ------------------- | ----- | ----------------- | ---------- |
| -  | Bernardo de Rezende | All   | 28 maggio 1959    | -          |
| 2  | Ana Moser           | -     | 14 agosto 1968    | -          |
| 3  | Janina Conceição    | -     | 25 ottobre 1972   | -          |
| 4  | Raquel Silva        | S     | 30 aprile 1978    | -          |
| 5  | Ana Flavia Connelly | -     | 13 febbraio 1972  | -          |
| 8  | Leila Barros        | S     | 30 settembre 1971 | Minas      |
| 10 | Virna Dias          | S     | 31 agosto 1971    | União      |
| 11 | Karin Negrão        | -     | 8 novembre 1971   | -          |
| 13 | Ana Flavia Sanglard | C     | 20 giugno 1970    | -          |
| 14 | Fernanda Venturini  | P     | 24 ottobre 1970   | Paraná     |
| 15 | Hélia de Souza      | P     | 10 marzo 1970     | Aché Clube |
| 16 | Érika Coimbra       | S     | 23 marzo 1980     | Paraná     |
| 17 | Sandra Suruagy      | -     | 17 aprile 1963    | -          |

## Bulgaria
| N° | Nome                 | Ruolo | Data di nascita   | Squadra       |
| -- | -------------------- | ----- | ----------------- | ------------- |
| -  | Stefan Pančev        | All   | -                 | -             |
| 3  | Antonina Zetova      | S/O   | 9 luglio 1973     | VakıfBank     |
| 4  | Vanja Sokolova       | S/O   | 22 giugno 1971    | -             |
| 6  | Desislava Veličkova  | P     | 22 dicembre 1972  | -             |
| 7  | Neli Marinova        | P     | 27 maggio 1971    | Stella Rossa  |
| 8  | Slavka Uzunova       | S     | 30 luglio 1971    | -             |
| 9  | Teodora Bečeva       | S     | 19 marzo 1971     | Reggio Emilia |
| 10 | Desislava Nikodimova | -     | 23 giugno 1966    | -             |
| 11 | Emilija Pašova       | C     | 23 settembre 1966 | -             |
| 13 | Aneta Germanova      | S     | 1º marzo 1975     | -             |
| 14 | Ilijana Gočeva       | C     | 11 febbraio 1976  | -             |
| 17 | Anna Ivanova         | -     | 6 febbraio 1978   | -             |
| 18 | Ilijana Petkova      | C     | 11 ottobre 1977   | -             |

## Cina
| N° | Nome        | Ruolo | Data di nascita  | Squadra  |
| -- | ----------- | ----- | ---------------- | -------- |
| -  | Lang Ping   | All   | 10 dicembre 1960 | -        |
| 1  | Yawen Lai   | -     | 9 settembre 1970 | -        |
| 2  | Yan Li      | -     | 1º maggio 1976   | -        |
| 3  | Yongmei Cui | -     | 25 gennaio 1969  | -        |
| 4  | Yunying Zhu | -     | 15 gennaio 1978  | -        |
| 5  | Yongmei Wu  | -     | 1º gennaio 1975  | -        |
| 7  | Qi He       | P     | 24 agosto 1973   | -        |
| 8  | Yin Yin     | S     | 2 gennaio 1974   | Zhejiang |
| 9  | Yizhi Li    | -     | 11 gennaio 1977  | -        |
| 10 | Ziling Wang | -     | 14 gennaio 1972  | -        |
| 11 | Yue Sun     | S     | 15 marzo 1973    | -        |
| 12 | Aihua Qiu   | -     | 28 gennaio 1977  | -        |
| 15 | Lina Wang   | S     | 5 febbraio 1978  | -        |

## Corea del Sud
| N° | Nome           | Ruolo | Data di nascita  | Squadra |
| -- | -------------- | ----- | ---------------- | ------- |
| -  | Hyung-Sil Kim  | All   | -                | -       |
| 3  | Hye-Mi Kang    | P     | 27 aprile 1974   | -       |
| 4  | Min-Jung Ku    | S     | 25 agosto 1973   | -       |
| 5  | Mee-Sun Kang   | -     | 27 marzo 1971    | -       |
| 6  | Chang-Hun Kim  | -     | 10 luglio 1974   | -       |
| 7  | Mee-Kyung Park | S     | 13 maggio 1975   | -       |
| 8  | Sun-Hye Chung  | S     | 17 dicembre 1975 | -       |
| 9  | Eun-Sun Jung   | -     | 6 aprile 1973    | -       |
| 10 | Soo-Jeong Park | -     | 2 marzo 1972     | -       |
| 11 | Ji-Yeon Hong   | -     | 8 settembre 1970 | -       |
| 12 | Young-Sook Kim | -     | 13 dicembre 1974 | -       |
| 15 | So-Yun Chang   | C     | 11 novembre 1974 | -       |
| 16 | Meong-Hee Lee  | S     | 7 aprile 1978    | -       |

## Croazia
| N° | Nome                | Ruolo | Data di nascita  | Squadra        |
| -- | ------------------- | ----- | ---------------- | -------------- |
| -  | Ivica Jelić         | All   | -                | -              |
| 3  | Tatjana Sidorenko   | S     | 4 luglio 1966    | -              |
| 4  | Marijana Ribicić    | -     | 21 febbraio 1979 | -              |
| 5  | Snjezana Mijić      | -     | 25 dicembre 1971 | -              |
| 6  | Marija Anzulović    | -     | 30 ottobre 1968  | -              |
| 7  | Slavica Kuzmanić    | -     | 27 marzo 1972    | -              |
| 8  | Barbara Jelić       | S     | 8 maggio 1977    | Denso Airybees |
| 9  | Vanesa Srsen        | -     | 23 dicembre 1971 | -              |
| 10 | Maria Likhtenchtein | P     | 7 febbraio 1976  | -              |
| 11 | Elena Čebukina      | -     | 11 ottobre 1965  | -              |
| 12 | Irina Kirillova     | P     | 15 maggio 1965   | Pinheiros      |
| 13 | Ivana Troma         | -     | 5 gennaio 1980   | -              |
| 14 | Nataša Osmokrović   | S     | 27 maggio 1976   | Toyobo         |

## Cuba
| N° | Nome               | Ruolo | Data di nascita  | Squadra                |
| -- | ------------------ | ----- | ---------------- | ---------------------- |
| -  | Antonio Perdomo    | All   | -                | -                      |
| 1  | Yumilka Ruiz       | S     | 8 maggio 1978    | Virtus Reggio Calabria |
| 2  | Marlenis Costa     | -     | 30 luglio 1973   | -                      |
| 3  | Mireya Luis        | S     | 28 agosto 1967   | -                      |
| 4  | Lilian Izquierdo   | -     | 10 febbraio 1967 | -                      |
| 8  | Regla Bell         | S     | 6 luglio 1971    | Centro Ester           |
| 9  | Indira Mestre      | S     | 21 aprile 1979   | -                      |
| 10 | Regla Torres       | C     | 12 febbraio 1975 | -                      |
| 11 | Liana Mesa         | P     | 26 dicembre 1977 | -                      |
| 12 | Taismary Agüero    | P/O   | 5 marzo 1977     | -                      |
| 14 | Ana Ivis Fernández | C     | 3 agosto 1973    | Vicenza                |
| 16 | Mirka Francia      | S     | 14 febbraio 1975 | -                      |
| 17 | Martha Sánchez     | -     | 17 maggio 1973   | -                      |

## Giappone
| N° | Nome             | Ruolo | Data di nascita   | Squadra                |
| -- | ---------------- | ----- | ----------------- | ---------------------- |
| -  | Nobuchika Kuzuwa | All   | -                 | -                      |
| 1  | Asako Tajimi     | C     | 26 giugno 1972    | Hitachi Belle Fille    |
| 3  | Hiroko Tsukumo   | S     | 11 settembre 1970 | NEC Red Rockets        |
| 4  | Chie Kanda       | S     | 12 aprile 1971    | Saitama Hasuda HS      |
| 5  | Naomi Eto        | C     | 12 luglio 1972    | Hitachi Belle Fille    |
| 6  | Minako Onuki     | P     | 15 ottobre 1972   | NEC Red Rockets        |
| 8  | Chikako Kumamae  | S     | 11 aprile 1974    | -                      |
| 9  | Junko Moriyama   | C     | 26 febbraio 1975  | Odakyu Juno            |
| 11 | Hitomi Mitsunaga | S     | 3 giugno 1976     | Daiei Orange Attackers |
| 12 | Ikumi Ogake      | -     | 1º gennaio 1976   | -                      |
| 13 | Miki Sasaki      | S     | 15 dicembre 1976  | Daiei Orange Attackers |
| 15 | Hiromi Suzuki    | C     | 14 novembre 1978  | Toyobo Orchis          |
| 18 | Eriko Isobe      | -     | 23 agosto 1977    | -                      |

## Germania
| N° | Nome                | Ruolo | Data di nascita   | Squadra    |
| -- | ------------------- | ----- | ----------------- | ---------- |
| -  | Lee Hee-Wan         | All   | -                 | -          |
| 1  | Hanka Pachale       | S     | 12 settembre 1976 | Schweriner |
| 2  | Béatrice Dömeland   | P     | 4 agosto 1973     | Schweriner |
| 3  | Tanja Hart          | P     | 24 gennaio 1974   | Wiesbaden  |
| 4  | Kerstin Tzscherlich | S     | 15 febbraio 1978  | Dresdner   |
| 5  | Sylvia Roll         | S     | 29 maggio 1973    | Schweriner |
| 6  | Nancy Celis         | S     | 9 dicembre 1966   | VakıfBank  |
| 7  | Johanna Reinink     | -     | 22 giugno 1974    | -          |
| 9  | Christina Benecke   | C     | 14 ottobre 1974   | Fischbek   |
| 12 | Judith Flemig       | S     | 22 maggio 1979    | Münster    |
| 13 | Susanne Lahme       | C     | 10 settembre 1968 | Bergamo    |
| 15 | Angelina Grün       | S/O   | 2 dicembre 1979   | Münster    |
| 18 | Claudia Wilke       | -     | 28 maggio 1971    | -          |

## Italia
| N° | Nome                | Ruolo | Data di nascita   | Squadra                |
| -- | ------------------- | ----- | ----------------- | ---------------------- |
| -  | Angelo Frigoni      | All   | 17 marzo 1954     | -                      |
| 1  | Simona Gioli        | C     | 17 settembre 1977 | Virtus Reggio Calabria |
| 2  | Simona Rinieri      | S     | 1º settembre 1977 | Teodora Ravenna        |
| 3  | Elisa Togut         | S/O   | 15 maggio 1978    | Modena                 |
| 4  | Manuela Leggeri     | C     | 9 maggio 1976     | Volley 2000 Spezzano   |
| 7  | Maurizia Cacciatori | P     | 6 aprile 1973     | Bergamo                |
| 8  | Sabrina Bertini     | S     | 30 ottobre 1969   | Bergamo                |
| 9  | Elisa Galastri      | C     | 21 agosto 1978    | Bergamo                |
| 11 | Darina Mifkova      | S     | 24 maggio 1974    | Centro Ester           |
| 12 | Francesca Piccinini | S     | 10 gennaio 1979   | Volley 2000 Spezzano   |
| 14 | Eleonora Lo Bianco  | P     | 22 dicembre 1979  | Omegna                 |
| 16 | Anna Vania Mello    | C     | 27 febbraio 1979  | Matera                 |
| 18 | Antonella Bragaglia | C     | 4 febbraio 1973   | Bergamo                |

## Kenya
| N° | Nome               | Ruolo | Data di nascita   | Squadra |
| -- | ------------------ | ----- | ----------------- | ------- |
| -  | Gibert Ohanya      | All   | -                 | -       |
| 2  | Margaret Indakala  | -     | 24 agosto 1962    | -       |
| 5  | Catherine Mabwi    | -     | 1º agosto 1966    | -       |
| 6  | Ednah Chepngeno    | -     | 15 luglio 1977    | -       |
| 7  | Doris Wefwafwa     | -     | 24 dicembre 1966  | -       |
| 8  | Helen Elele        | -     | 9 settembre 1983  | -       |
| 9  | Dorcas Ndasaba     | S     | 31 marzo 1971     | -       |
| 10 | Roselidah Obunaga  | C     | 23 dicembre 1973  | -       |
| 11 | Jacqueline Makokha | -     | 15 settembre 1974 | -       |
| 12 | Esther Cheboo      | -     | 6 giugno 1968     | -       |
| 15 | Mary Kochwa        | -     | 23 ottobre 1966   | -       |
| 16 | Nancy Waswa        | S     | 28 dicembre 1971  | -       |
| 18 | Judith Serenge     | P     | 21 gennaio 1971   | -       |

## Paesi Bassi
| N° | Nome               | Ruolo | Data di nascita   | Squadra |
| -- | ------------------ | ----- | ----------------- | ------- |
| -  | Pierre Mathieu     | All   | -                 | -       |
| 2  | Jettie Fokkens     | P     | 26 settembre 1975 | -       |
| 3  | Francien Huurman   | C     | 18 aprile 1975    | -       |
| 5  | Cintha Boersma     | -     | 1º maggio 1969    | -       |
| 6  | Suzanne Luttikhuis | -     | 25 luglio 1977    | -       |
| 7  | Irena Machovcak    | -     | 13 novembre 1968  | -       |
| 8  | Claudia van Thiel  | C     | 22 dicembre 1977  | -       |
| 9  | Irma de Haas       | -     | 29 dicembre 1975  | -       |
| 11 | Kitty Sanders      | -     | 4 aprile 1980     | -       |
| 12 | Elles Leferink     | S     | 14 novembre 1976  | -       |
| 13 | Chaïne Staelens    | S     | 7 novembre 1980   | Vughtse |
| 14 | Riëtte Fledderus   | P     | 18 ottobre 1977   | -       |
| 15 | Ingrid Visser      | C     | 4 giugno 1977     | Minas   |

## Perù
| N° | Nome                | Ruolo | Data di nascita   | Squadra |
| -- | ------------------- | ----- | ----------------- | ------- |
| -  | Luis Oviedo Bonilla | All   | -                 | -       |
| 2  | Iris Falcón         | -     | 1º novembre 1973  | -       |
| 5  | Leyla Chihuán       | C     | 4 settembre 1975  | -       |
| 7  | Milagros Camere     | -     | 22 settembre 1972 | -       |
| 9  | Luren Baylón        | S     | 14 agosto 1977    | -       |
| 10 | Fiorelia Aita       | -     | 13 luglio 1977    | -       |
| 11 | Yulissa Zamudio     | S     | 24 marzo 1976     | -       |
| 13 | Elizabeth Castillo  | -     | 21 luglio 1975    | -       |
| 14 | Huaman Roxana       | -     | 10 ottobre 1973   | -       |
| 15 | Yvon Cancino        | -     | 3 marzo 1979      | -       |
| 16 | Jessica Tejada      | -     | 28 febbraio 1971  | -       |
| 17 | Patricia Soto       | S     | 10 febbraio 1980  | -       |
| 18 | Sahara Castillo     | -     | 16 luglio 1981    | -       |

## Rep. Dominicana
| N° | Nome                     | Ruolo | Data di nascita   | Squadra           |
| -- | ------------------------ | ----- | ----------------- | ----------------- |
| -  | Jorge Perez Vento        | All   | 28 settembre 1948 | -                 |
| 1  | Annerys Vargas           | C     | 7 agosto 1981     | Simón Bolivar     |
| 3  | Yudelkys Bautista        | C     | 5 dicembre 1974   | -                 |
| 4  | Flor Colón               | -     | 26 settembre 1969 | -                 |
| 6  | Berenice Restituyo       | -     | 11 maggio 1977    | -                 |
| 7  | Sofía Mercedes           | S     | 25 maggio 1976    | -                 |
| 8  | Yndys Novas              | S     | 7 novembre 1977   | Mirador           |
| 9  | Nuris Arias Done         | S/O   | 20 maggio 1978    | San Cristóbal     |
| 10 | Milagros Cabral          | S     | 17 ottobre 1978   | Pioneer Red Wings |
| 11 | Juana Miguelina Gonzalez | P     | 3 gennaio 1979    | -                 |
| 12 | Francia Jackson          | P     | 8 novembre 1975   | CV Murillo        |
| 15 | Cosiri Rodríguez         | S/O   | 30 agosto 1977    | -                 |
| 18 | Gisselinet Raposo        | -     | 6 maggio 1978     | -                 |

## Russia
| N° | Nome                | Ruolo | Data di nascita  | Squadra         |
| -- | ------------------- | ----- | ---------------- | --------------- |
| -  | Nikolaj Karpol      | All   | 1º maggio 1938   | -               |
| 1  | Irina Tebenichina   | C     | 5 dicembre 1978  | Uraločka NTMK 2 |
| 2  | Natalja Morozova    | S     | 28 dicembre 1973 | -               |
| 3  | Anastasija Belikova | C     | 22 luglio 1979   | Uraločka NTMK 2 |
| 4  | Elena Plotnikova    | S     | 26 luglio 1978   | Uraločka NTMK   |
| 5  | Ljubov' Sokolova    | S     | 4 dicembre 1977  | HAOK Mladost    |
| 6  | Elena Godina        | S     | 17 dicembre 1977 | OK Dubrovnik    |
| 7  | Natal'ja Safronova  | S/O   | 6 febbraio 1979  | Uraločka NTMK 2 |
| 8  | Evgenija Artamonova | S     | 17 luglio 1975   | Okisu Toyobo    |
| 9  | Elizaveta Tiščenko  | C     | 7 febbraio 1975  | OK Dubrovnik    |
| 10 | Elena Vasilevskaja  | P     | 27 febbraio 1978 | -               |
| 11 | Olga Čukanova       | S     | 9 giugno 1980    | -               |
| 17 | Valentina Ogienko   | -     | 25 maggio 1965   | -               |

## Stati Uniti
| N° | Nome             | Ruolo | Data di nascita   | Squadra |
| -- | ---------------- | ----- | ----------------- | ------- |
| -  | Michael Haley    | All   | -                 | -       |
| 1  | Salima Davidson  | -     | 24 gennaio 1972   | -       |
| 2  | Laura Davis      | -     | 26 novembre 1973  | -       |
| 3  | Makare Desilets  | C     | 26 giugno 1976    | -       |
| 4  | Kara Milling     | -     | 22 settembre 1976 | -       |
| 7  | Amy Steele       | -     | 18 luglio 1976    | -       |
| 8  | Charlene Johnson | -     | 30 agosto 1973    | -       |
| 9  | Terri Zemaitis   | -     | 28 aprile 1976    | -       |
| 10 | Mickisha Hurley  | -     | 6 marzo 1975      | -       |
| 11 | Sarah Noriega    | S     | 24 aprile 1976    | -       |
| 12 | Valerie Sterk    | C     | 4 dicembre 1975   | -       |
| 14 | Karrie Downey    | -     | 30 maggio 1973    | -       |
| 18 | Allison Weston   | -     | 19 febbraio 1974  | -       |

## Thailandia
| N° | Nome                   | Ruolo | Data di nascita  | Squadra |
| -- | ---------------------- | ----- | ---------------- | ------- |
| -  | Sathorm Phusanadilok   | All   | -                | -       |
| 1  | Piyamas Koijapo        | S     | 23 ottobre 1980  | -       |
| 2  | Wanlapa Jid Ung        | -     | 2 giugno 1977    | -       |
| 3  | Anna Paijinda          | S     | 3 aprile 1974    | -       |
| 4  | Laddawan Srisakorn     | -     | 11 maggio 1975   | -       |
| 6  | Saranya Srisakorn      | C     | 11 maggio 1975   | -       |
| 7  | Malinee Kongtan        | -     | 9 novembre 1973  | -       |
| 9  | Bhudsabun Prasaengkaew | -     | 23 marzo 1972    | -       |
| 10 | Nantakan Petchplay     | -     | 21 marzo 1977    | -       |
| 12 | Likhit Namsen          | -     | 6 luglio 1972    | -       |
| 13 | Rattana Sanuanram      | -     | 9 aprile 1980    | -       |
| 14 | Patcharee Sangmuang    | S     | 20 marzo 1978    | -       |
| 16 | Wisuta Heebkaew        | P     | 1º febbraio 1980 | -       |